# Luciano do Valle

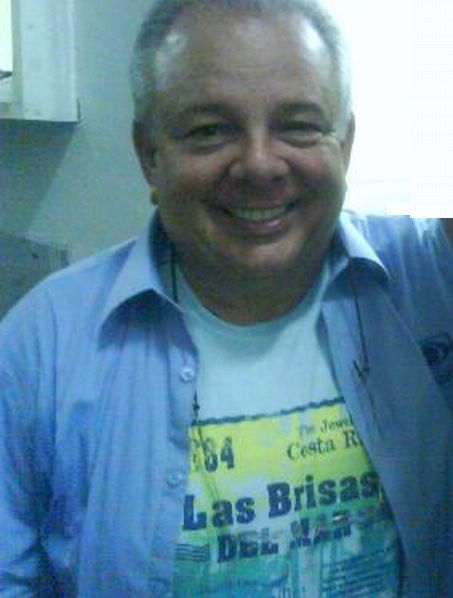
Luciano do Valle en mayo de 2008.

Luciano do Valle Queiroz (4 de julio de 1947 - 19 de abril de 2014) fue un comentarista de deportes brasileño, presentador de televisión, periodista y empresario. Trabajó en varias emisoras de televisión como Rede Globo 1971-1982, Rede Record 1982-1983 y de 2003 a 2006, y en Rede Bandeirantes 1983-2003 y de 2006 hasta su muerte. Nació en Campinas, São Paulo.
Fue director técnico del seleccionado brasileño de su pais en la Copa Pele en el año 1987.
Luciano do Valle murió en la tarde del 19 de abril de 2014 en Uberlândia, Minas Gerais, de 66 años de edad.